# France au Concours Eurovision de la chanson 1986
La France a participé au Concours Eurovision de la chanson 1986 à Bergen en Norvège. C'est la 29e participation de la France au Concours Eurovision de la chanson.
Le pays est représenté par le groupe Cocktail Chic et la chanson Européennes, sélectionnés via une finale nationale organisée par Antenne 2.

## Sélection

### Finale nationale
L'émission de la sélection nationale a lieu le 22 mars 1986 au studio 15 des Buttes-Chaumont à Paris, présentée par Patrice Laffont et diffusée sur Antenne 2,,.
Quatorze chansons ont participé à l'émission. La chanson se qualifiant pour l'Eurovision 1986 est choisie au moyen d'un sondage effectué auprès d'un panel du public, mille téléspectateurs ayant été consultées par téléphone par la Sofres,. 
| Ordre | Artiste                     | Chanson                      | Points | Place |
| ----- | --------------------------- | ---------------------------- | ------ | ----- |
| 1     | Daisy Clerc                 | Homme de lumière             | 133    | 3     |
| 2     | Véronique Bodoin            | Paris, le dimanche matin     | 30     | 13    |
| 3     | Sandrine Doukhan            | J'aimerai demain             | 63     | 7     |
| 4     | Christine Gavalet           | Nuit blanche                 | 35     | 12    |
| 5     | Yves de Roubaix             | Vivre longtemps              | 147    | 2     |
| 6     | King Kong et les Limousines | Stop l'amour, pas d'amour    | 67     | 6     |
| 7     | Duo Plaisir                 | Eurovision                   | 43     | 9     |
| 8     | Cocktail                    | Européennes                  | 158    | 1     |
| 9     | Claire Axèle                | Mélodie                      | 76     | 5     |
| 10    | Jean-Louis Richerme         | La roue tourne               | 43     | 9     |
| 11    | Catherine Perbost           | Fils d'Ellington             | 36     | 11    |
| 12    | Marc Juillet                | Je vis dans un rêve          | 55     | 8     |
| 13    | Sonja Wiggers               | Le cœur branché              | 24     | 14    |
| 14    | Lucille Marciano            | Comme une chanteuse de blues | 113    | 4     |

Le résultat final est proclamé dans l'émission de variétés Champs-Elysées présentée par Michel Drucker par le biais d'un duplex entre lui et Patrice Laffont qui annonce le nom du vainqueur depuis le studio 15 des Buttes-Chaumont.
Le groupe Cocktail remporte la sélection et devient le représentant de la France avec la chanson  Européennes écrite et composé par les frères Costa. Il est formé de 4 chanteuses/choristes connue notamment dans les années 1960-70 comme le groupe OP'4. Après avoir accompagné de nombreux artistes, elles deviennent Les Fléchettes dans les années 1970, les choristes de Claude François.
Après le résultat, Cocktail réinterprète sa chanson.
Juste avant sa participation à l'Eurovision le 3 mai 1986, le groupe Cocktail est renommé Cocktail Chic pour l'occasion. Il est le deuxième groupe représentant la France à l'Eurovision après Profil en 1980.

## À l'Eurovision

### Points attribués par la France
| 12 points | Belgique    |
| 10 points | Royaume-Uni |
| 8 points  | Luxembourg  |
| 7 points  | Suisse      |
| 6 points  | Espagne     |
| 5 points  | Danemark    |
| 4 points  | Norvège     |
| 3 points  | Irlande     |
| 2 points  | Suède       |
| 1 point   | Israël      |

### Points attribués à la France
| 12 points | 10 points | 8 points          | 7 points | 6 points |
| --------- | --------- | ----------------- | -------- | -------- |
|           |           |                   | - Suisse |          |
| 5 points  | 4 points  | 3 points          | 2 points | 1 point  |
|           |           | - Norvège - Suède |          |          |

Cocktail Chic interprète Européennes en 3e position lors du concours suivant la Yougoslavie et précédant la Norvège sous la direction du chef d'orchestre Jean-Claude Petit. Au terme du vote final, la France termine 17e sur 20 pays, obtenant 13 points.